# Villa d'Orri
Villa d'Orri è una villa risalente alla fine del XVIII secolo sita a Sarroch, storicamente posseduta dai Marchesi di Villahermosa.

## Storia
La villa risale per costruzione, o ristrutturazione, alla fine del XVIII secolo. Nel 1799 infatti il Marchese di Villahermosa, don Giacomo Manca Amat, diede il terreno (che aveva acquistato nel 1774 dalla famiglia Palmas) in gestione a suo figlio Stefano, il quale diede inizio ai lavori.
Fu infatti il Marchese Stefano ad ospitare re Carlo Felice di Savoia e il resto della famiglia reale nella villa tra il 1799 e il 1815 durante il loro esilio a causa della conquista di Torino da parte di Napoleone. Fu la loro residenza estiva, di villeggiatura, insieme ad Iglesias dove soggiornavano presso il palazzo arcivescovile.
Abbandonata dopo queste vicende, la villa subì un nuovo restauro ai primi del Novecento per volontà di don Vincenzo Manca Aymerich, il quale si era appena sposato ed intendeva fare villeggiatura nel sito. Durante la Seconda guerra mondiale la villa subì rifacimento parziale delle coperture da parte del Genio civile, il quale fece anche riedificare un'ala completamente distrutta.